# Faktormarknad
Faktormarknad är ett nationalekonomiskt begrepp för de marknader där produktionsfaktorer prissätts och omsätts. Produktionsfaktorerna är i nationalekonomin traditionellt indelade i tre huvudgrupper: arbete, kapital och naturresurser. Exempel på faktormarknader som studeras av nationalekonomer är arbetsmarknaden och marknaden för realkapital.